# С пяти до девяти
«С пяти до девяти» (яп. 5→9〜私に恋したお坊さん〜 «С пяти до девяти: Монах, в которого я влюбилась») — дорама телеканала «Fuji TV», в главных ролях которой Сатоми Исихара и Томохиса Ямасита. Дорама основана на серии манги Мики Айхара. Сериал транслировался с 12 октября 2015 года по 14 декабря 2015 года по понедельникам в 21:00, в общей сложности вышло 10 эпизодов. Первый эпизод получил рейтинг аудитории на уровне 12,6 % в регионе Канто.

## Сюжет
Сакураба Дзюнко (Сатоми Исихара) одинокая, почти уже 29-летняя, учительница английского языка, мечтающая работать в Нью-Йорке. Однажды в храме, во время похоронной службы, опрокидывает прах на одного из монахов. Вскоре после этого инцидента, надеясь, что она больше никогда не встретит его, по настоянию семьи, отправляется на свидание в слепую. И кандидатом в женихи к удивлению самой Сакурабы Дзюнко — оказывается не кто иной, как тот самый монах по имени Хосикава Таканэ (Томохиса Ямасита).

## В ролях
- Сатоми Исихара — Сакураба Дзюнко
- Томохиса Ямасита — Хосикава Таканэ
- Юки Фурукава — Сатоси Мисима
- Саэко[англ.] — Масако Мори
- Рин Таканаси[англ.] — Мамоэ Ямабуки
- Мокомити Хаями — Артур Ланге
- Мию Ёсимото[англ.] — Каори Асикага
- Дзюн Сисон — Аманэ Хосикава

## Эпизоды
| №  | Название                                          | Режиссёр        | Дата премьеры   | Viewers (%) |
| -- | ------------------------------------------------- | --------------- | --------------- | ----------- |
| 1  | «ありえないプロポーズ!?»                          | Син Хирано      | 12 октября 2015 | 12.6        |
| 2  | «あなたじゃないとダメなんです!私は絶対に離れない» | Син Хирано      | 19 октября 2015 | 12.1        |
| 3  | «あなたを好きになることは一生絶対にありません!»   | Син Хирано      | 26 октября 2015 | 10.7        |
| 4  | «大波乱!!一触即発の四角関係!!禁断の秘密、バレる»  | Мисаки Тинимура | 2 ноября 2015   | 11.6        |
| 5  | «イケナイ一夜!?大波乱の四角関係に禁断のジエンド»  | Хидэюки Аидзава | 9 ноября 2015   | 11.7        |
| 6  | «ハッピーウェディングは悪夢!?最強のライバル現る»  | Син Хирано      | 16 ноября 2015  | 10.6        |
| 7  | «今夜決着!負けたら終わり!ラブトーナメント決勝!»   | Мисаки Тинимура | 23 ноября 2015  | 12.1        |
| 8  | «今夜限定!二人に訪れる切なすぎるラブエピソード…»  | Хидэюки Аидзава | 30 ноября 2015  | 11.4        |
| 9  | «さよなら潤子さん…引き裂かれる恋、衝撃のラスト»   | Син Хирано      | 7 декабря 2015  | 11.6        |
| 10 | «聖なる夜に恋の奇蹟!涙、涙のラストサプライズ»     | Син Хирано      | 14 декабря 2015 | 12.7        |